# Sebastián Néstor Domínguez
Sebastián Domínguez (Rosario, Argentina, 28 de marzo de 1979) es un futbolista argentino. Se inició en las divisiones inferiores de Rosario Central y desarrolló su carrera como deportista profesional mayormente en el Perú y en Venezuela.

## Trayectoria

### Clubes
| Club                 | País      | Año       |
| -------------------- | --------- | --------- |
| Los Andes            | Argentina | 2000-2004 |
| Atlético Universidad | Perú      | 2004      |
| Sporting Cristal     | Perú      | 2005      |
| Deportivo Quito      | Ecuador   | 2005      |
| José Gálvez          | Perú      | 2006      |
| Total Clean          | Perú      | 2007      |
| Ilisiakos            | Grecia    | 2008      |
| Carabobo             | Venezuela | 2009      |
| Mineros de Guayana   | Venezuela | 2009      |
| Aragua               | Venezuela | 2010-2011 |
| Talleres de Córdoba  | Argentina | 2011      |